# Vitec Software Group
Vitec Software Group AB (Vitec) är ett svenskt programvaruföretag. Företaget består av ett 40-tal affärsenheter som utvecklar branschspecifika programvaruprodukter såsom affärssystem, ärendehanteringssystem och tekniska informationssystem för företag i olika branscher samt offentliga organisationer. 
Vitec har sitt huvudkontor i Umeå och bedriver verksamhet i 11 länder med totalt 1 550 anställda. Företaget hade en nettoomsättning på 2 778 miljarder kronor år 2023.
Vitec grundades i Umeå 1985 av Lars Stenlund och Olov Sandberg som arbetade som forskare på Umeå universitet. 
Lars Stenlund valdes 2022 till styrelseordförande och Olle Backman utsågs till vd och koncernchef.
Vitec Software Group har som huvudsaklig affärssstrategi att växa genom förvärv av mjukvarubolag inom olika nischer. Under åren 2019–2023 köpte man upp totalt 26 olika bolag, huvudsakligen i Sverige, Norden och Nederländerna.
År 2011 börsnoterades Vitec på Stockholmsbörsen. Sedan 2022 ingår företaget på Stockholmsbörsens Large Cap-lista. 
Enligt en artikel i Affärsvärlden från den 8 augusti 2024 har Vitec levererat den bästa avkastningen av alla bolag på Stockholmsbörsen sedan millennieskiftet.